# Carl Claus (zoolog)
Carl Friedrich Wilhelm Claus, född 2 januari 1835 i Kassel, död 18 januari 1899 i Wien, var en tysk zoolog.
Claus blev extra ordinarie professor i zoologi i Würzburg 1860, professor i Marburg 1863 och i Göttingen 1870. År 1873 kallades han till professor i zoologi och jämförande anatomi vid universitetet i Wien samt till föreståndare för den zoologiska stationen i Trieste, vilken då var under uppbyggnad. 
Claus var en av sin tids mest framstående zoologer och ansågs som den främste kännaren av kräftdjuren, vilka han beskrev i sitt omfattande, Charles Darwin tillägnade, arbete Untersuchungen zur Erforschung der genealogischen Grundlage des Crustaceensystems (1876). Han lämnade även ett stort antal värdefulla bidrag till kännedomen om coelenterata, av vilka särskilt kan nämnas Studien über Polypen und Quallen der Adria (1877) och Untersuchungen über die Organisation und Entwicklung der Medusen (1883).
Claus lämnade viktiga bidrag till utvecklingslärans principfrågor i Die Typenlehre und E. Hæckels sogenannte Gastræatheorie (1874), Über Lamarck als Begründer der Descendenzlehre och Über die Werthschätzung der natürlichen Zuchtwahl als Erklärungsprincip (båda 1888). I det sistnämnda arbetet försöker han visa, att Darwins selektionslära ej räcker till såsom enda förklaring till arternas uppkomst, utan att det ändamålsenliga förutom genom naturligt urval även kan uppstå direkt till följd av funktionell anpassning och att grundvillkoren till detta finns hos organismen själv.
Mest känd blev Claus för sin lärobok i zoologi (Grundzüge der Zoologie, senare under titel Lehrbuch der Zoologie, sjätte upplagan 1897, illustrerad, sjunde upplagan av Karl Grobben, I, 1904), vilken under en lång följd av år ansågs vara den bästa läroboken i ämnet. År 1878 började han utge en egen tidskrift, "Arbeiten aus den zoologischen Instituten der Universität Wien und der zoologischen Station in Triest", i vilken hans egna och hans lärjungars arbeten publicerades. Hans Autobiographie utkom 1898.